# Cannabis (mini-série, 2016)
Pour les articles homonymes, voir Cannabis (homonymie).
Cannabis est une série télévisée franco-espagnole, créée par Hamid Hlioua et réalisée par Lucie Borleteau en 2016 sur un scénario de Hamid Hlioua, Clara Bourreau et Virginie Brac. Les six premiers épisodes de la série ont été diffusés pour la première fois sur Arte le 8 décembre 2016 et le 15 décembre 2016. Rediffusés sur Arte le 1er avril 2020 et le 2 avril 2020.

## Synopsis
La série met en scène les méandres du trafic de cannabis qui se déploie entre le Rif marocain, la ville de Marbella dans le sud de l'Espagne et dans la cité de la Roseraie à Villiers-le-Bel, en France, mélangeant des barons de la drogue, des petits revendeurs des cités, des mères de famille, des ripoux et des politiciens véreux ou vertueux.
Une nuit en méditerranée au large de Marbella, en Espagne Farid, petit truand à la tête d'un bordel/boite de nuit et El Commandante un ancien policier douteux, tentent de braquer en mer un bateau venu du Maroc empli d'une tonne de cannabis appartenant au baron marocain de la drogue El Feo. L'opération tourne mal, Farid disparaît en mer. Cet événement bouleverse la vie de sa famille ignorant pour une part l'existence de ses activités criminelles. El Feo va alors vouloir récupérer la résine de cannabis à tout prix, soupçonnant tout le monde, exigeant la présence de Shams, neveu de Farid, un petit dealer dont le père purge une peine de 15 années de réclusion criminelle pour un crime commis par son frère.

## Distribution
- Kate Moran : Anna
- Christophe Paou : Morphée
- Yasin Houicha : Shams
- Jean-Michel Correia : Yassine
- Pedro Casablanc : El Feo
- Saïd El Mouden : Saïd
- Ruth Vega Fernandez : Nadja
- Rasha Bukvic : Mirko
- Farida Rahouadj : Djemila
- Carima Amarouche : Zhora Kateb
- Isaac Kalvanda : Ben Ben
- Younes Bouab : Farid
- Pep Tosar : Papi
- Santi Pons : Comandante
- Mar Sodupe : Inès Torres
- Nathanaël Maïni : Gilles
- Assaad Bouab : Jalil Djebli

## Article annexe
- Psychotrope au cinéma et à la télévision